# Константинос Влахомихалис
Константинос Влахомихалис (на гръцки: Κωνσταντίνος Βλαχομιχάλης) е гръцки революционер, участник в Гръцката война за независимост.

## Биография
Влахомихалис е роден в халкидическата македонска паланка Йерисос, тогава в Османската империя в семейството на Влахомихалис. При избухването на Гръцкото въстание взима участие в сраженията на Халкидическия полуостров заедно с баща си и брат си Атанасиос срещу Абдул Абуд паша при обсадата на Касандрия и на Света гора. След потушаването на въстанието в Македония в 1822 година, бяга в Южна Гърция и се сражава в 1822 година под командването на баща си и на Анастасиос Каратасос в Битката при Врисакия на Евбея и после на Трикери срещу Топул паша. Сражава се при Скиатос в 1823 година, в 1824 година при защитата на Хидра и в 1825 година при при Неокастро, където македонците разбиват авангарда на Ибрахим паша. Същата година участва във втората защита на Хидра. В 1826 година се бие при Аталанти, а в 1827 година - отново на Трикери. През 1828 г. е в седма хиляда на Анастасиос Каратасос с ранг на сержант. През 1832 година става стотник. След това е в Навпакт и в батальона на Димитриос Каратасос. С поръчение на гръцкото правителство е изпратен на Скопелос и Скиатос.
След освобождението на Гърция влиза в армията като подофицер първи клас.